# Mitchellania hiawatha
Mitchellania hiawatha är en urinsektsart som först beskrevs av Riozo Yosii 1962.  Mitchellania hiawatha ingår i släktet Mitchellania och familjen Hypogastruridae. Inga underarter finns listade i Catalogue of Life.